# Mule (nómada)
John Sears, conocido como Mule (nacido en 1947/48), es un nómada estadounidense. Ha vagado por el Oeste de Estados Unidos durante casi 40 años, de los cuales casi 20 los pasó con mulas de carga (mule en inglés, de ahí su nombre). Viaja siguiendo las estaciones, yendo a San Diego en invierno y luego, durante los meses más cálidos, hacia el norte a través del Valle Central hasta Sacramento. Elige rutas que lo llevan a través de pueblos y regiones conocidos por sus culturas ecuestres, como Fallbrook, Norco y Acton en el sur de California y la región de Gold Country en la expansión suburbana de Sacramento, solicitando a menudo donaciones de forraje para sus mulas.

## Biografía
Mule creció en los suburbios del sur de San Francisco. De niño, exploró los huertos de Los Altos. Ha vivido como nómada desde los 35 años. Consiguió su primera mula en Spokane, Washington, para poder llevar más provisiones en sus viajes.
Durante muchos años, Mule vagó por diferentes partes del Oeste estadounidense. Tras recorrer los 473 kilómetros entre Las Vegas y Ely (Nevada), observó cables eléctricos, una señal temprana de un desarrollo futuro, en terrenos de la Oficina de Administración de Tierras que antes pertenecían a la tribu Shoshón y que se suponía que debían permanecer sin desarrollar. Se dio cuenta de que debía denunciar dicha actividad, ya que amenazaba no solo su vida, sino también el estilo de vida que, según él, los humanos deben vivir. Viajó al oeste, de Ely a California, con la intención de comunicar esto a más personas.
El cineasta John McDonald se topó con Mule un día por casualidad. Tras forjar una amistad, Mule accedió a que McDonald hiciera un documental sobre él. McDonald filmó cientos de horas de imágenes de Mule en sus viajes y lo ayudó a crear una página de Facebook.
Mule tiene frecuentes problemas con la policía, que puede ser hostil con su estilo de vida. En 2015, se le impidió cruzar el puente Golden Gate. El 23 de enero de 2020, fue arrestado por la California Highway Patrol mientras viajaba con sus mulas por la carretera G14 en El Paso de Robles. Inicialmente se le acusó de resistirse al arresto, pero posteriormente el cargo se modificó a negarse a obedecer una orden legal. En febrero de 2020, el fiscal de distrito del condado de San Luis Obispo se negó a presentar cargos.
El 21 de enero de 2021, Mule presentó una demanda ante el Tribunal Superior de San Luis Obispo. Afirmó que su arresto por parte de la Patrulla de Carreteras de California «violó su derecho a transitar por las carreteras estatales» y su «antiguo estilo de vida nómada». Solicitó una indemnización por daños y perjuicios, así como una orden judicial para capacitar a los agentes del orden público «sobre el derecho de los caballos, las mulas y el ganado (acompañado por una persona) a usar la vía pública». La demanda reflejó la creencia de Mule en la «relación sagrada entre el hombre y el caballo para viajar juntos con reverencia y respeto por este hermoso lugar que todos habitamos, llamado Tierra».